# Донев, Гылыб
Гылыб Спасов Донев (болг. Гълъб Спасов Донев; род. 28 февраля 1967, София) — болгарский государственный и политический деятель. Премьер-министр первого и второго служебных правительств Болгарии со 2 августа 2022 по 6 июня 2023 года.

## Биография
Родился 28 февраля 1967 года в Софии. Окончил 35-ю русскоязычную среднюю школу в Софии. Выпускник Высшего военно-воздушного училища им. Георгия Бенковского в городе Долна-Митрополия. Закончил магистратуру по финансам по специальности «бизнес и менеджмент» в университете национального и мирового хозяйства, а затем также магистратуру в области права в Русенский университет имени Ангела Кынчева.
В период с 2001 по 2007 годы — директор антикризисного управления по условиям труда при Министерстве труда и социальной политики. В период с 2005 по 2006 занимал должность главного секретаря Министерства труда и социальной политики. С 2007 по 2009 год был членом Наблюдательного совета Национального института труда и социальных вопросов и исполнительным директором Исполнительного агентства «Главная инспекция труда». С 2008 года занял должность председателем Наблюдательного совета Национального института примирения и арбитража. В следующем году был назначен заместителем председателя Государственного агентства «Государственный резерв и запасы военного времени».
С 2014 по 2016 год был заместителем министра труда и социальной политики. После этого был заместителем директора Управления «Административно-информационная служба» и заместителем директора Управления «Внутренний аудит» Минобороны. С 27 января по 4 мая 2017 года исполнял обязанности министра труда и социальной политики. С 12 мая по 13 декабря 2021 года — исполняющий обязанности министра труда и социальной политики и вице-премьер в первом и втором служебных правительствах Стефана Янева. Во второй президентский срок Румена Радева он на два месяца был назначен секретарём по социальной политике и здравоохранению, а с 30 марта 2022 года повторно назначен на должность секретаря по демографии и социальной политики.
Со 2 августа 2022 по 6 июня 2023 года— премьер-министр служебного правительства Республики Болгарии.